# ناحیه سرنچ
ناحیهٔ سرنچ (به مجاری: Szerencsi járás) یک ناحیه در مجارستان است که در بورشود-آبااوی-زمپلن واقع شده‌است. ناحیهٔ سرنچ ۴۳۲٫۰۷ کیلومتر مربع مساحت و ۳۸٬۱۰۶ نفر جمعیت دارد.